# چاخ‌لقان
چاخ‌لقان (نام علمی: Burhinidae) نام یک تیره از راسته سلیم‌سانان است.

برای این گروه از پرندگان، به ندرت نام "تلیله سنگی" هم به کار رفته بود که نام رایجی نیست.